# Décret royal (Espagne)
Pour les articles homonymes, voir Décret royal.

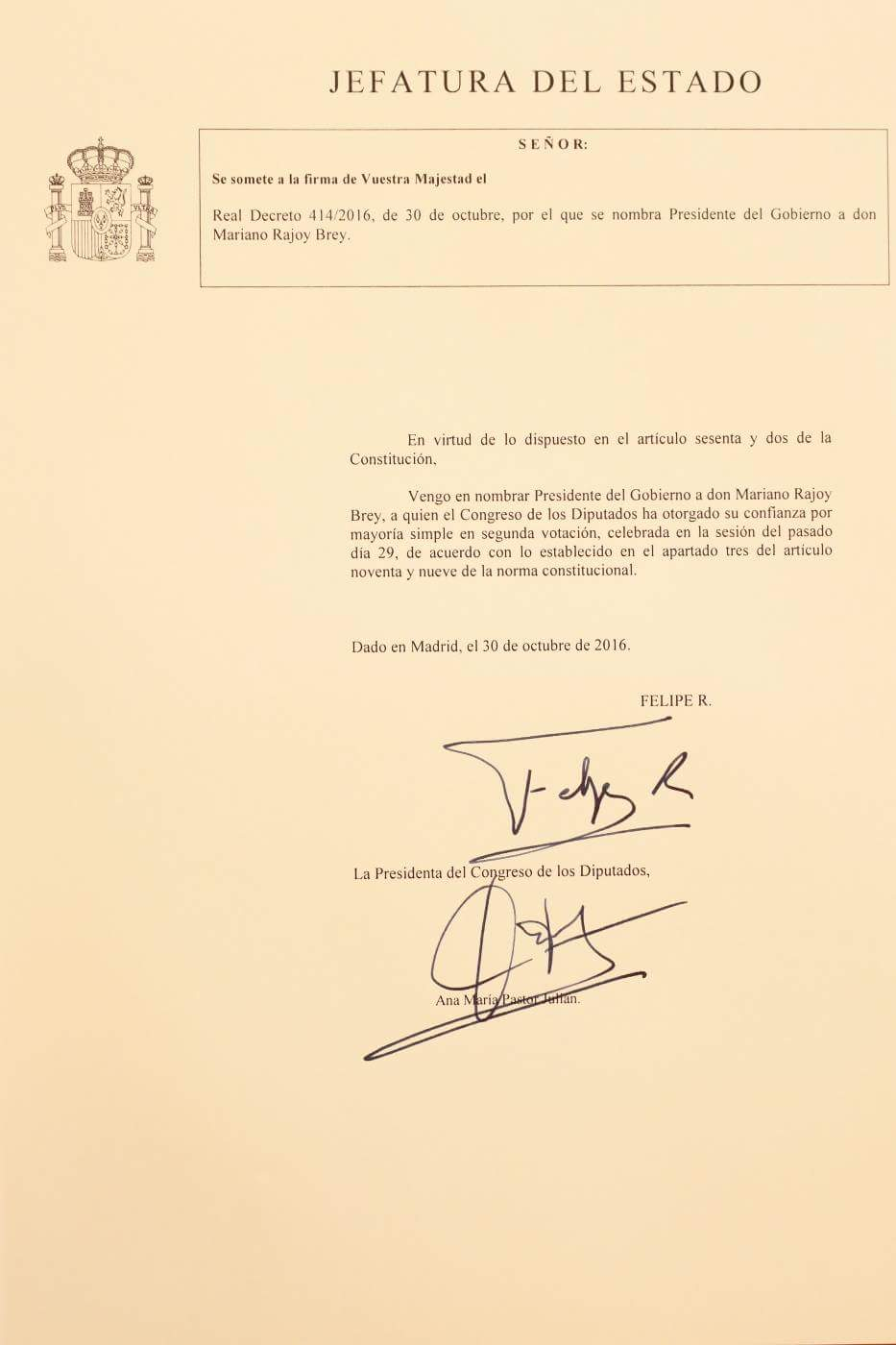
Arrêté royal portant nomination de Dom Mariano Rajoy au poste de Président du Gouvernement en 2016.

Dans le système juridique espagnol, un décret royal (real decreto en espagnol) est un acte qui émane du pouvoir exécutif (le gouvernement), au nom du roi d'Espagne, en vertu des compétences réglementaires octroyées par la Constitution. Il s'agit d'un acte signé par le roi, et contresigné par le président du gouvernement ou les ministres compétents à l'égard du contenu du décret.
Le décret royal est un acte pris en Conseil des ministres, signé pour la forme par le roi. Tout décret royal ne revêt cependant pas nécessairement de caractère réglementaire. Ainsi, il peut concerner une mesure nominative.
Dans la hiérarchie des normes juridiques, le décret royal occupe le second rang, derrière les mesures à caractère législatif (lois organiques, lois, décrets législatifs, décrets-lois) et devant l'ordre ministériel (orden ministerial). Ce dernier peut être approuvé par un seul ministre, alors que le décret royal doit être pris en Conseil des ministres. Tous deux relèvent du pouvoir réglementaire de l'administration publique.
Lorsque le décret royal revêt un caractère réglementaire, il ne peut en aucun cas porter sur les domaines que la Constitution réserve à la loi. De la même manière, en vertu du principe de la hiérarchie des normes, le décret royal ne peut prendre de disposition contraire aux lois en vigueur.